# Хини, Арнольд
Арнольд Дэнфорд Патрик Хини (англ. Arnold Danford Patrick Heeney) (5 апреля 1902, Монреаль, Квебек, Канада - 20 декабря 1970, Оттава, Канада) - канадский адвокат, дипломат и государственный служащий.
Родился в Монреале, Квебек. Получил диплом бакалавра искусств в 1921 и магистра искусств в 1923 университета Манитобы. Учился в Оксфордском университете по стипендии Родса. Получил звание бакалавра гражданского права университета Макгилла.
В 1938 он стал Главным секретарем при премьер-министре Уильяме Лайоне Макензи Кинге. С 1940 по 1949 был Клерком Частного Совета и Секретарем Кабинета. Он был, возможно, важнейшим государственным служащим во время Второй мировой войны.

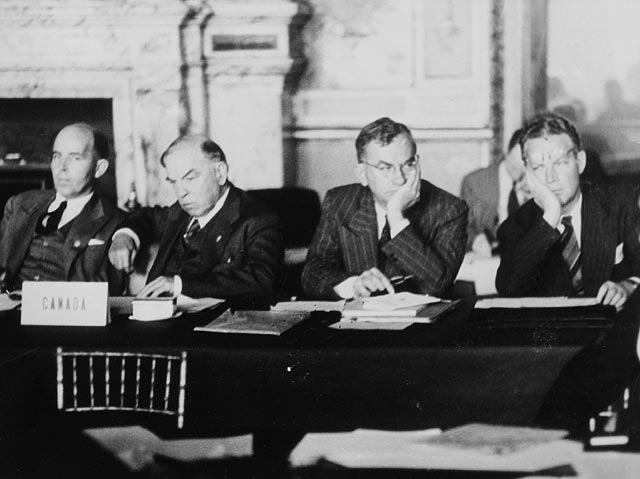
Канадские представители на Парижской мирной конференции, Люксембургский дворец. (Слева направо) Норман Робертсон, достопочтенный Уильям Лайон Макензи Кинг, почтенный Брук Клакстон, Арнольд Хини

В 1949 он стал заместителем государственного секретаря по иностранным делам, затем - послом при НАТО. Он был канадским послом в США в 1953-1957 и в 1959-1962.
В 1968 он стал кавалером ордена Канады.
Умер в Оттаве в 1970.

## Внешние ссылки
- Arnold Danford Patrick Heeney (недоступная ссылка) at The Canadian Encyclopedia